# Jänissaari (ö i Finland, Norra Karelen, Joensuu, lat 62,75, long 29,46)
Jänissaari är en ö i Finland. Den ligger i sjön Iso-Reuhka och i kommunen Polvijärvi i den ekonomiska regionen  Joensuu ekonomiska region  och landskapet Norra Karelen, i den sydöstra delen av landet, 400 km nordost om huvudstaden Helsingfors. Öns area är 1,1 hektar och dess största längd är 190 meter i sydöst-nordvästlig riktning.